# Scymnus apiciflavus
Scymnus apiciflavus är en skalbaggsart som beskrevs av Victor Ivanovitsch Motschulsky 1858. Scymnus apiciflavus ingår i släktet Scymnus och familjen nyckelpigor. Inga underarter finns listade i Catalogue of Life.